# Acrorea

Acrorea (en griego antiguo: Ἀκρώρεια) era el distrito montañoso de la parte norte de la Élide a la frontera con Arcadia, donde nacen los ríos Peneo y Ladón.
Esta parte norte se dividía en dos partes: la Élide vacía, es decir la llanura costera; y el país montañoso del interior o Acrorea. La abundancia de montañas dio el nombre al distrito costero que se veía vacío (de montañas) por comparación. La plana era la parte más fértil de todo el país y producía un lino fino de mucha calidad entre muchos otros productos.
Sus habitantes se llamaban acroreos (Ἀκρωρεῖοι), y tenía algunas ciudades, que parece que eran Tresto, Alio, Opunte y Eupagio. Diodoro Sículo dice que los espartanos, comandados por su rey Pausanias marcharon sobre Elis con 4000 hombres en 402 a. C., y sometieron las ciudades de Alio, Opunte, Tresto, Eupagio y Lasión. Jenofonte habla de una incursión de Arcadia contra Elis que conquistó varias ciudades de Acrorea hacia el 365 a. C. Esteban de Bizancio hace de Acrorea una ciudad, y la sitúa en Trifilia.